# Eupalio
Eupalio (en griego antiguo Εὺπάλίον, en griego moderno Ευπάλιο) es el nombre de una antigua ciudad griega de Lócride Ozolia.
Estrabón la sitúa en la parte limítrofe con Etolia. Se localiza a unos 10 km al nordeste de Naupacto.
En el año 426 a. C., fue una de las ciudades, junto con Eneón, tomadas por el ejército espartano, al mando de Euríloco. Ese mismo año, el general ateniense Demóstenes reunió en Eupalio el botín obtenido de la conquista de las ciudades etolias de Potidania, Crocilio y Tiquio, en el inicio de su expedición contra Etolia.
La población moderna pertenece a la periferia de Grecia Central y a la Unidad periférica de Fócide.